# 1110 Јарослава
1110 Јарослава (енгл. 1110 Jaroslawa) је астероид главног астероидног појаса чија средња удаљеност од Сунца износи 2,218 астрономских јединица (АЈ).
Апсолутна магнитуда астероида је 11,8 а геометријски албедо 0,037.